# المتلعثم (فلم)
المتلعثم (بالإنجليزية: Stutterer) هو فيلم دراما، رومانسي قصير تم إنتاجه في أيرلندا وصدر في سنة 2015. من بطولة ماثيو نيدهام وأخراج بنجامين كليري. وقد فاز الفيلم بعدة جوائز أهمها جائزة أوسكار أفضل فيلم قصير لعام 2016.

## قصة الفيلم
تدور أحداث الفيلم حول “غرينوود” وهو شاب متعلثم، يعمل بمجال الطباعة كـ typographer وهي وظيفة مناسبة جدًا لشخص يخشى مواجهة المجتمع مثله، إذ لا يحتاج خلال وظيفته للحديث مع أحد، في الوقت نفسه يستطيع أن يستخدم مهاراته اللغوية وحصيلته الثقافية، دون تهتهه أو إحباط من المجتمع حولة.

## طاقم العمل
- Matthew Needham بدور (جرينوود)
- Chloe Pirrie بدور (إيلي)
- Eric Richard بدور (والد جرينوود)

## الميزانية
بالرغم من أن ميزانية الفيلم لم تتخط الـ5000 جنيه إسترليني، وهو ما قد يراه البعض مبلغًا متواضعًا، إلا أن المخرج قام بتأجير حجرته لمدة شهرين والنوم لدى أصدقاء له على أريكة صغيرة، فقط من أجل إدخار كل قرش لتنفيذ الفيلم. لتأت النتيجة مُرضية جدًا بالنهاية، سواء كإخراج أو تمثيل، حَد حصول الفيلم على جائزة الأوسكار،(Alles Wird Gut)، Shok. رغم المنافسة الشرسة التي حظى بها أمام الفيلم الفلسطيني Ave Maria أو «السلام عليك يا مريم»، و«Day One»، بالإضافة إلى Everything Will Be Okay (Alles Wird Gut)، Shok.

## الجوائز والترشيحات
| الجائزة                        | تاريخ الحفل     | تصنيف الجأئزة         | الترشيحات | النتيجة |
| ------------------------------ | --------------- | --------------------- | --------- | ------- |
| DC Shorts Film Festival        | 20 ستمبر، 2015  | جائزة الجمهور         | المتلعثم  | فوز     |
| Aesthetica Short Film Festival | 8 نوفمبر، 2015  | أفضل دراما            | المتلعثم  | فوز     |
| London Film Critics' Circle    | 17 يناير، 2016  | أفضل فيلم قصير        | المتلعثم  | فوز     |
| جائزة الأوسكار                 | 28 فبراير، 2016 | أوسكار أفضل فيلم قصير | المتلعثم  | فوز     |
| Crested Butte Film Festival    | 2 أكتوبر، 2016  | أفضل فيلم روائي قصير  | المتلعثم  | فوز     |

## وصلات خارجية
- مقالات تستعمل روابط فنية بلا صلة مع ويكي بيانات

- المتلعثم  على فيسبوك.
- الموقع الرسمي للفيلم.
- المتلعثم علي قاعدة بيانات الأفلام على الإنترنت.
- المتلعثم علي الطماطم الفاسدة.